# Haralige, Sorab
Haralige là một làng thuộc tehsil Sorab, huyện Shimoga, bang Karnataka, Ấn Độ.